# Mniotype solieri
Mniotype solieri là một loài bướm đêm trong họ Noctuidae.